# Oleiros (Toques)
Oleiros (llamada oficialmente San Martiño de Oleiros) es una parroquia española del municipio de Toques, en la provincia de La Coruña, Galicia.

## Otra denominación
La parroquia también se denomina San Martín de Oleiros.

## Entidades de población
Entidades de población que forman parte de la parroquia:
- A Lamela
- As Quellas
- Bulleiro (O Bulleiro)
- Campo do Meire (O Campo do Meire)
- Cimadevila
- Fondevila
- La Iglesia (Eirexe)
- O Xesteiro
- Pazos
- Pena (A Pena)
- Sandeón (O Sandión)
- Verde (O Verde)
- Vilariño (O Vilariño)

## Demografía
| Gráfica de evolución demográfica de Oleiros entre 2000 y 2019 |
|                                                               |
| Datos según el nomenclátor publicado por el INE.              |